# Camptown Races
Gwine to Run All Night, or De Camptown Races, più nota semplicemente come Camptown Races, è una canzone per menestrelli del compositore statunitense Stephen Foster. Venne pubblicata per la prima volta nel 1850, a Baltimora, e una versione con un accompagnamento chitarristico venne pubblicata nel 1852 con il titolo The Celebrated Ethiopian Song/Camptown Races. La canzone entrò rapidamente nel repertorio popolare americano. Louis Moreau Gottschalk cita la melodia nella sua opera Fantasia grottesca, Il banjo, op. 15, pubblicata nel 1855. Nel 1909, il compositore Charles Ives incorporò il motivetto e altre melodie vernacolari statunitensi nella sua seconda sinfonia orchestrale.

## Storia
Richard Jackson, che era il curatore della collezione di musica americana alla biblioteca pubblica novaiorchese, scrisse che "Foster aveva adattato la canzone specificatamente per l'uso sul palco dei menestrelli" e che l'aveva composta "con dei versi dialettali che hanno tutta l'esagerazione selvaggia e il fascino ruvido della storia popolare, oltre a un po' di alcune delle sue immagini più vivide", definendola una delle gemme dell'era del minstrel show assieme a Oh! Susanna.

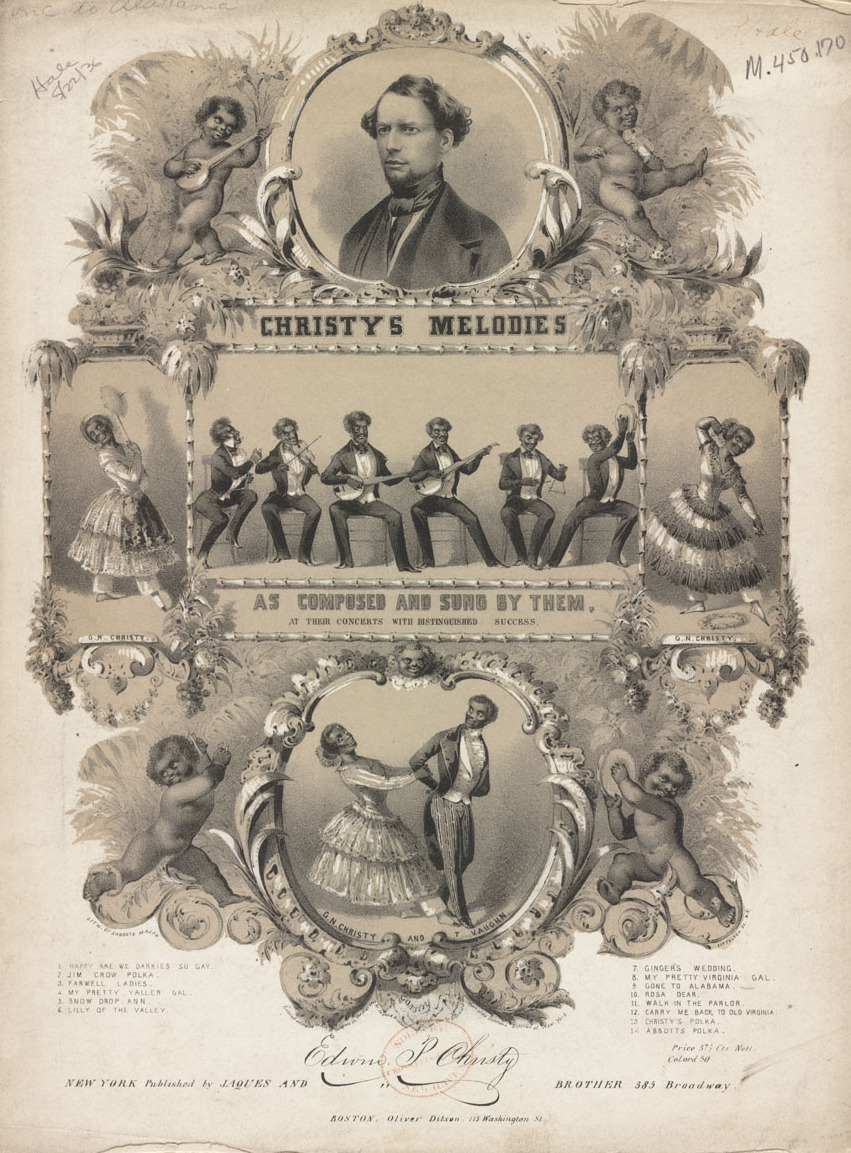
La copertina di un libro di spartiti dei Christy's Minstrels del 1847.

In The Americana Song Reader, William Emmett Studwell scrisse che la canzone era stata introdotta dal gruppo dei menestrelli di Christy (Christy's Minstrels), facendo notare come "il testo assurdo di Foster forma gran parte del fascino di questo pezzo esuberante e duraturo di Americana", e che la canzone era un grande successo con i gruppi di menestrelli in tutto il paese. La musica di Foster venne usata per delle composizioni derivate, come Banks of the Sacramento, A Capital Ship (1875) e una parodia in favore di Lincoln durante la campagna presidenziale del 1860.
Richard Crawford nota in America's Musical Life come la canzone assomiglia a Old Dan Tucker di Dan Emmett, insinuando che Foster abbia preso il brano di Emmett come modello. In entrambe le canzoni vi è un contrasto tra un registro strumentale alto e uno vocale basso, un'esagerazione comica, iperboli, i versetti e i ritornelli, una chiamata e risposta e la sincope. Tuttavia la melodia di Foster è "vivace e melodiosa", mentre quella di Emmett è "spinta e aggressiva". Crawford fa notare come le differenze tra le due canzoni rappresentino due generi musicali diversi, oltre a un cambiamento del genere dei menestrelli dallo spirito brusco e dalla "musica muscolare e senza testo" degli anni 1840 ad uno spirito più distinto e dai testi con un repertorio in espansione, che includeva le canzoni tristi, le canzoni sentimentali e d'amore e le parodie dell'opera. Crawford spiega che, alla metà del secolo, gli "intrattenimenti rumorosi e improvvisati" di Dan Emmett e dei menestrelli della Virginia erano passati di moda e che i minstrel show stavano cambiando in "un tipo di spettacolo controllato e bilanciato".

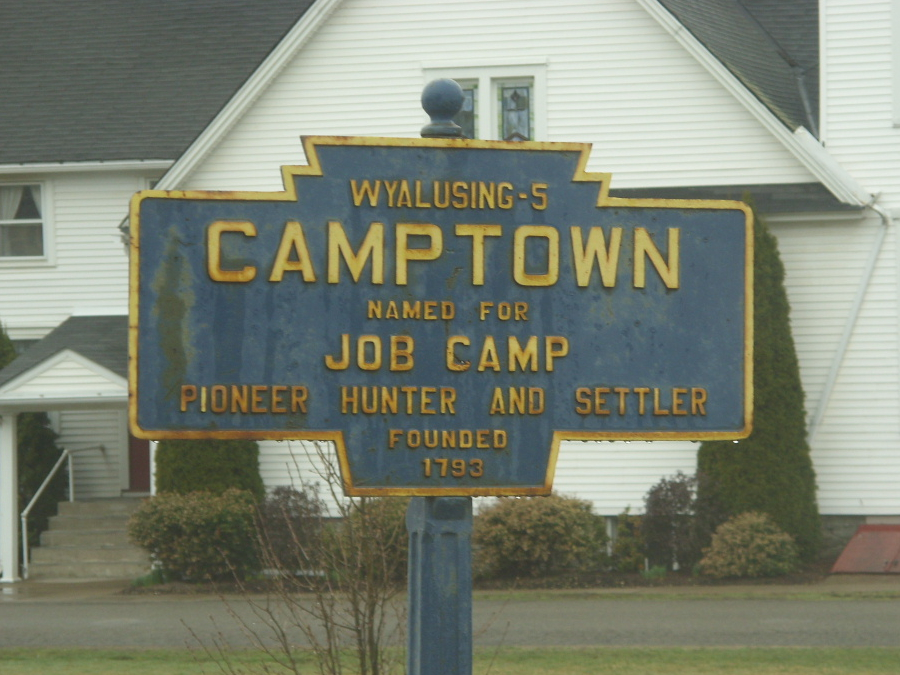
Il cartello all'entrata di Camptown, in Pennsylvania.

Gli storici citano il villaggio di Camptown, situato tra le montagne della Pennsylvania nordorientale, come base per la canzone. Le corse ripresero lì vicino nel 1965, ma come corse podistiche, senza i cavalli. La società storica della Pennsylvania confermò che Stephen Foster fece un viaggiò in quella cittadina e in seguito scrisse la canzone. La società storica della contea di Bradford documenta che Foster frequentava la scuola nelle vicine Towanda e Athens nel 1840 e nel 1841. Tali scuole si trovavano a otto chilometri dall'ippodromo. La corsa annuale odierna di Camptown venne sostituita da una pista di dieci chilometri che copre dei sentieri accidentati.
La canzone spinse i residenti di Camptown, un villaggio nella contea di Essex, nel New Jersey, a cambiargli nome. Quando la nuova ballata venne pubblicata nel 1850, alcuni residenti del villaggio rimasero mortificati all'idea di essere associati con la sconcezza della canzone. La moglie del direttore d'ufficio postale locale suggerì come nome Irvington, per commemorare lo scrittore Washington Irving, che venne adottato nel 1852.

## Registrazioni
La canzone venne ripresa in molte occasioni nel ventesimo secolo con le registrazioni di Bing Crosby (9 dicembre 1940), Johnny Mercer (1945), Al Jolson (17 luglio 1950), Julie London (nel suo album Swing Me an Old Song del 1959) e Frankie Laine (nel suo album Deuces Wild del 1961). Nel 1970, il cantante di musica country Kenny Rogers registrò una versione della canzone con il suo gruppo, The First Edition, nel loro album Tell It All Brother, con il titolo cambiato in Camptown Ladies. La canzone DooDah!, il singolo più celebre del gruppo musicale danese Cartoons, riprende proprio Camptown Races.

## Nella cultura di massa
La canzone è una delle più note del repertorio di Stephen Foster e dell'intero genere musicale statunitense, pertanto è stata citata moltissime volte nel cinema, nella televisione e nella pubblicità. Tra le pellicole si citano Il canto del fiume (1940), nella quale la canzone è interpretata da Al Jolson, La gioia della vita (1950), nella quale è cantata da Bing Crosby, Mezzogiorno e mezzo di fuoco (1974) e Creepshow (1982), dove è presente una versione strumentale al rallentatore. Il motivetto viene inoltre fischiettato da alcuni personaggi del film Stepfather - Il patrigno e del suo seguito Il patrigno II.
In uno degli usi più noti di Camptown Races nella cultura popolare, Foghorn Leghorn, un personaggio dei Looney Tunes e delle Merrie Melodies, spesso canticchia la melodia tra sé e sé, cantando solo il verso "Doo-Dah". Talvolta canta anche il suo proprio testo in relazione a ciò che sta facendo in quel momento. Un altro esempio dalla serie Looney Tunes è il finale originale del cartone La lepre sfacciata, nel quale Bugs Bunny e Taddeo cantano la canzone in blackface. Per questo in quasi tutte le ritrasmissioni televisive la scena viene saltata in quanto è considerata razzista.
La melodia della canzone ha dato vita a un inno calcistico inglese chiamato Two World Wars and One World Cup, che si riferisce alla vittoria del Regno Unito sulla Germania nelle due guerre mondiali e alla vittoria nella finale della coppa del mondo del 1966 contro la Germania Ovest.